# Algis Krupavičius
Algis Krupavičius (ur. 13 września 1961 w Ožkasviliai na Suwalszczyźnie) – litewski historyk i politolog, wykładowca Uniwersytetu Witolda Wielkiego i Uniwersytetu Technicznego w Kownie.

## Życiorys
W 1984 ukończył studia na Wydziale Historii Wileńskiego Uniwersytetu Państwowego. Naukę kontynuował na studiach aspiranckich w Instytucie Gospodarki Światowej i Stosunków Międzynarodowych (IMEMO) Akademii Nauk ZSRR, gdzie w 1989 uzyskał stopień kandydata nauk historycznych.
Od 1989 zatrudniony jest na Uniwersytecie Technicznym w Kownie, trzy lata później znalazł się również wśród wykładowców reaktywowanego Uniwersytetu Witolda Wielkiego, gdzie od 2001 jest profesorem. W 1999 stanął na czele Instytutu Administracji i Nauk Politycznych Uniwersytetu Technicznego w Kownie.
Od 1995 do 1996 wykładał gościnnie na Northwestern University w Chicago. Odbył praktyki i staże naukowe w King’s College w Londynie.
W 1991 stanął na czele Litewskiego Towarzystwa Nauk Politycznych (lit. Lietuvos politologų asociacija), którym kierował przez cztery lata. Należy do najczęściej cytowanych w mediach polskich i litewskich politologów z Litwy.

## Wybrane publikacje
- Lietuva kelyje į demokratiją, 1992
- Politinės partijos Lietuvoje: Atgimimas ir veikla, 1996
- Nuo ištakų į rytdieną. Valstiečiams liaudininkams 100 metų, 2005
- Lietuvos 1996 m. Seimo rinkimai. Analizės, dokumentai ir duomenys. Lithuania's Seimas Election 1996. Analyses, Documents and Data, 2001
- Lietuvos politinė sistema: sąranga ir raida, monografia napisana wraz z Alvidasem Lukošaitisem, 2004